# 재배열 가능 소수
재배열 가능 소수 또는 치환 가능 소수는 주어진 진법에서, 그 자릿수를 가능한 여러 가지 순열로 바꾸어도 여전히 소수인 소수 (수론)를 말한다. 이 소수를 처음 연구한 것으로 알려진 리케르트는 재배열 가능 소수(또는 순열 소수)라고 이름 지었으나, 나중에는 절대 소수라고도 불렀다.. 또한 자릿수에 2, 4, 6, 8이 있는 소수는 자릿수를 재배열 하면 짝수이고, 5가 있으면 5의 배수가 되므로 재배열 가능 소수가 아니다. 또한 n진법에서  n보다 작아서 한 자리인 소수는 배열하는 방법이 한가 지이 므로 무조건 재배열 가능 소수에 속하며, n진법에서 자리수가 모두 1로 되어있는 단위 반복 소수 역시 배열하는 반법이 한 가지 밖에 없으므로 무조건 재배열 가능 소수가 된다.
10진법에서, 49,081 자릿수 이하의  자릿수에서의 모든 재배열 소수들은 다음과 같다.
2, 3, 5, 7, 11, 13, 17, 31, 37, 71, 73, 79, 97, 113, 131, 199, 311, 337, 373, 733, 919, 991, 1111111111111111111 (R19),  11111111111111111111111 (R23), R317, R1031, R49081 , ... (OEIS의 수열 A003459)
자릿수를 재배열해서 나오는 소수들을 같은 것으로 보면 2, 3, 5, 7, R2, 13, 17, 37, 79, 113, 199, 337, R19, R23, R317, R1031 이렇게 되어 337 다음에 재배열 가능 소수가 한참동안 나오지 않았다가 1이 19개 늘어서있는 R19이 나오고, 그 뒤로는 1이 23개 늘어선 R23이 나오는 식이다.
여기서 Rn = {\displaystyle {\tfrac {10^{n}-1}{9}}}이고, 단위 반복 소수의 일종이다.

## 같이 보기
- 단위 반복 소수